# Arduino Tiraboschi
Arduino Tiraboschi (ur. 21 sierpnia 1951 w Serinie) – włoski biathlonista. W Pucharze Świata zadebiutował 2 marca 1978 roku w Hochfilzen, gdzie zajął dziewiąte miejsce w biegu indywidualnym. Tym samym już w swoim debiucie zdobył pierwsze punkty. Nigdy nie stanął na podium indywidualnych zawodów PŚ. W 1978 roku wystąpił na mistrzostwach świata w Hochfilzen, gdzie zajął 31. miejsce w biegu indywidualnym i ósme w sztafecie. Był też między innymi piąty w sztafecie podczas mistrzostw świata w Ruhpolding rok później. Brał również udział w igrzyskach olimpijskich w Lake Placid w 1980 roku, plasując się na 10. pozycji w biegu indywidualnym, 31. pozycji w sprincie i dziewiątej w sztafecie.

## Osiągnięcia

### Igrzyska olimpijskie
| Rok  | Miejscowość | Konkurencje | Konkurencje | Konkurencje | Konkurencje | Konkurencje | Konkurencje | Konkurencje |
| Rok  | Miejscowość | IN          | SP          | PU          | MS          | RL          | MR          | SR          |
| ---- | ----------- | ----------- | ----------- | ----------- | ----------- | ----------- | ----------- | ----------- |
| 1980 | Lake Placid | 10.         | 31.         | nd.         | nd.         | 9.          | nd.         | –           |

### Mistrzostwa świata
| Rok  | Miejscowość | Konkurencje | Konkurencje | Konkurencje | Konkurencje | Konkurencje | Konkurencje | Konkurencje |
| Rok  | Miejscowość | IN          | SP          | PU          | MS          | RL          | MR          | SR          |
| ---- | ----------- | ----------- | ----------- | ----------- | ----------- | ----------- | ----------- | ----------- |
| 1978 | Hochfilzen  | 31.         | –           | nd.         | nd.         | 8.          | nd.         | –           |
| 1979 | Ruhpolding  | 22.         | 34.         | nd.         | nd.         | 5.          | nd.         | –           |
| 1981 | Lahti       | –           | 58.         | nd.         | nd.         | –           | nd.         | –           |

### Puchar Świata

#### Miejsca w klasyfikacji generalnej
| Sezon     | Miejsce |
| --------- | ------- |
| 1977/1978 | 22.     |
| 1978/1979 | ?       |
| 1979/1980 | ?       |
| 1980/1981 | -       |

#### Miejsca na podium chronologicznie
Tiraboschi nigdy nie stanął na podium indywidualnych zawodów PŚ.